# قائمة قرينات حكام بروسيا
هذه القائمة تحتوى على ملكات بروسيا القرينات حاكم مملكة بروسيا منذ تأسيسها في 1701 حتى إلغائها في 1918، كما كان جميع حكام المملكة هم من الذكور، لم يكن هناك أبداً ملكة حاكمة في بروسيا، حتى عام 1806 كانت ملكات بروسيا أيضا يحملن لقب ناخبة براندنبورغ، وبعد 1871 حملن لقب إمبراطورة ألمانيا، وحتى 1772 حملن لقب ملكة في بروسيا. (وإذا كنت تريد إزواجهن أنظر:قائمة حكام بروسيا).
وأيضا احتوت القائمة على دوقات بروسيا القرينات من 1525 حتى 1701.

## دوقات بروسيات
| الصورة | الأسم                                               | الوالد                                                     | الميلاد        | الزواج         | أصبحت الدوقة              | توقفت عن استخدام اللقب    | الوفاة          | الزوج                |
| ------ | --------------------------------------------------- | ---------------------------------------------------------- | -------------- | -------------- | ------------------------- | ------------------------- | --------------- | -------------------- |
|        | دوروثيا من الدنمارك                                 | فريدريك الأول ملك الدنمارك (أولدنبورغ)                     | 1 أغسطس 1504   | 1 يوليو 1526   | 1 يوليو 1526              | 11 أبريل 1547             | 11 أبريل 1547   | ألبرشت الأول         |
|        | آنا ماري من براونشفايغ-كالينبورغ-غوتينغن            | إريك الأول، أمير كالينبورغ-غوتينغن (فلف)                   | 23 أبريل 1532  | 26 فبراير 1550 | 26 فبراير 1550            | 20 مارس 1568 وفاة الزوج   | 20/21 مارس 1568 | ألبرشت الأول         |
|        | ماري إليونور من كليفه                               | فيلهلم، دوق يوليش-كليفه-برغ (مارك)                         | 25 يونيو 1550  | 14 أكتوبر 1573 | 14 أكتوبر 1573            | 1 يونيو 1608              | 1 يونيو 1608    | ألبرشت الثاني فريدرش |
|        | آنا من بروسيا                                       | ألبرشت فريدرش، دوق بروسيا (هوهنتسولرن)                     | 3 يوليو 1576   | 30 أكتوبر 1594 | 28 أغسطس 1618 صعود الزوج  | 23 ديسمبر 1619 وفاة الزوج | 30 أغسطس 1625   | يوهان زيغسمونت       |
|        | إليزابيث شارلوته من بالاتينات                       | فريدرش الرابع ناخب بالاتينات (بالاتينات-سيمرن)             | 19 نوفمبر 1597 | 24 يوليو 1616  | 23 ديسمبر 1619 صعود الزوج | 1 ديسمبر 1640 وفاة الزوج  | 26 أبريل 1660   | غيورغ فيلهلم         |
|        | لويز هنرييت من أورانيا-ناساو                        | فريدريك هندريك، أمير أورانيا (أورانيا-ناساو)               | 7 ديسمبر 1627  | 7 ديسمبر 1646  | 7 ديسمبر 1646             | 18 يونيو 1667             | 18 يونيو 1667   | فريدرش فيلهلم        |
|        | صوفي دوروثيا من شلسفيغ-هولشتاين-سوندربورغ-غلوكسبورغ | فيليب، دوق شلسفيغ-هولشتاين-سوندربورغ-غلوكسبورغ (غلوكسبورغ) | 28 سبتمبر 1636 | 13 يونيو 1668  | 13 يونيو 1668             | 29 أبريل 1688 وفاة الزوج  | 6 أغسطس 1689    | فريدرش فيلهلم        |
|        | صوفي شارلوته من هانوفر                              | إرنست أوغست ناخب هانوفر (هانوفر)                           | 30 أكتوبر 1668 | 8 أكتوبر 1684  | 29 أبريل 1688 صعود الزوج  | 18 يناير 1701 أصبحت ملكة  | 1 فبراير 1705   | فريدرخ               |

## ملكات في بروسيا
| الصورة | الأسم                                            | الوالد                                                              | الميلاد        | الزواج         | أصبحت ملكة                   | توفقت عن استخدام اللقب                               | الوفاة        | الزوج               |
| ------ | ------------------------------------------------ | ------------------------------------------------------------------- | -------------- | -------------- | ---------------------------- | ---------------------------------------------------- | ------------- | ------------------- |
|        | صوفي شارلوته من هانوفر                           | إرنست أوغست ناخب هانوفر (هانوفر)                                    | 30 أكتوبر 1668 | 8 أكتوبر 1684  | 18 يناير 1701 ارتقت إلى ملكة | 1 فبراير 1705                                        | 1 فبراير 1705 | فريدرخ الأول        |
|        | صوفي لويزه من مكلنبورغ-شيفيرين                   | فريدرخ دوق مكلنبورغ-غرابو (مكلنبورغ-شيفيرين)                        | 6 مايو 1685    | 28 نوفمبر 1708 | 28 نوفمبر 1708               | 25 فبراير 1713 وفاة الزوج                            | 29 يوليو 1735 | فريدرخ الأول        |
|        | صوفي دوروتيا من هانوفر                           | جورج الأول ملك بريطانيا العظمى (هانوفر)                             | 16 مارس 1687   | 28 نوفمبر 1706 | 25 فبراير 1713 صعود الزوج    | 31 مايو 1740 وفاة الزوج                              | 28 يونيو 1757 | فريدرخ فيلهلم الأول |
|        | إليزابيث كريستينه من براونشفايغ-فولفنبوتل-بيفيرن | فرديناند ألبرخت الثاني دوق براونشفايغ-فولفنبوتل (براونشفايغ-بيفيرن) | 8 نوفمبر 1715  | 12 يونيو 1733  | 31 مايو 1740 صعود الزوج      | 19 فبراير 1772 توفقت عن استخدام اللقب ملكة في بروسيا | 13 يناير 1797 | فريدرخ الثاني       |

## ملكات بروسيا
| الصورة | الأسم                                            | الوالد                                                              | الميلاد        | الزواج         | أصبحت ملكة                       | توقف عن استخدام اللقب     | الوفاة         | الزوج                |
| ------ | ------------------------------------------------ | ------------------------------------------------------------------- | -------------- | -------------- | -------------------------------- | ------------------------- | -------------- | -------------------- |
|        | إليزابيث كريستينه من براونشفايغ-فولفنبوتل-بيفيرن | فرديناند ألبرخت الثاني دوق براونشفايغ-فولفنبوتل (براونشفايغ-بيفيرن) | 8 نوفمبر 1715  | 12 يونيو 1733  | 19 فبراير 1772 أصبحت ملكة بروسيا | 17 أغسطس 1786 وفاة الزوج  | 13 يناير 1797  | فريدرخ الثاني        |
|        | فريديريكه لويزه من هسن-دارمشتات                  | لودفيغ التاسع لاندغراف هسن-دارمشتات (هسن-دارمشتات)                  | 16 أكتوبر 1751 | 14 يوليو 1769  | 17 أغسطس 1786 صعود الزوج         | 16 نوفمبر 1797 وفاة الزوج | 25 فبراير 1805 | فريدرخ فيلهلم الثاني |
|        | لويزه من مكلنبورغ-ستريليتس                       | كارل الثاني دوق مكلنبورغ-ستريليتس (مكلنبورغ-ستريليتس)               | 10 مارس 1776   | 24 ديسمبر 1793 | 16 نوفمبر 1797 صعود الزوج        | 9 يونيو 1810              | 9 يونيو 1810   | فريدرخ فيلهلم الثالث |
|        | إليزابيث لودفيكا من بافاريا                      | ماكسيمليان يوزف الأول ملك بافاريا (فيتلسباخ)                        | 13 نوفمبر 1801 | 29 نوفمبر 1823 | 7 يونيو 1840 صعود الزوج          | 2 يناير 1861 وفاة الزوج   | 14 ديسمبر 1873 | فريدرش فيلهلم الرابع |
|        | أوغستا من ساكس-فايمار-آيزناخ                     | كارل فريدرخ دوق ساكس-فايمار-آيزناخ الأكبر (ساكس فايمر-آيزناخ)       | 30 سبتمبر 1811 | 11 يونيو 1829  | 2 يناير 1861 صعود الزوج          | 9 مارس 1888 وفاة الزوج    | 7 يناير 1890   | فيلهلم الأول         |
|        | فيكتوريا من المملكة المتحدة                      | ألبرت الأمير الزوج من المملكة المتحدة (ساكس-كوبرغ وغوتا)            | 21 نوفمبر 1840 | 25 يناير 1858  | 9 مارس 1888 صعود الزوج           | 15 يونيو 1888 وفاة الزوج  | 5 أغسطس 1901   | فريدرش الثالث        |
|        | أوغستا فيكتوريا من شلسفيغ-هولشتاين               | فريدرخ الثامن دوق شلسفيغ-هولشتاين (آوغوستنبورغ)                     | 22 أكتوبر 1858 | 27 فبراير 1881 | 15 يونيو 1888 صعود الزوج         | 9 نوفمبر 1918 تنازل الزوج | 11 أبريل 1921  | فيلهلم الثاني        |

### زوجات مدعيون العرش
| الصورة | الأسم                                          | الوالد                                                              | الميلاد        | الزواج         | حاملة اللقب               | توقف عن استخدام          | الوفاة        | الزوج                  |
| ------ | ---------------------------------------------- | ------------------------------------------------------------------- | -------------- | -------------- | ------------------------- | ------------------------ | ------------- | ---------------------- |
|        | الإمبراطورة أوغستا فيكتوريا من شلسفيغ-هولشتاين | فريدرخ الثامن، دوق شلسفيغ-هولشتاين (آوغوستنبورغ)                    | 22 أكتوبر 1858 | 27 فبراير 1881 | 9 نوفمبر 1918 تنازل الزوج | 11 أبريل 1921            | 11 أبريل 1921 | فيلهلم الثاني          |
|        | الأميرة هيرمين من ريوس-غرايتس                  | هاينرخ الثاني والعشرون، أمير رويس-غرايتس (رويس)                     | 17 ديسمبر 1887 | 5 نوفمبر 1922  | 5 نوفمبر 1922             | 4 يونيو 1941 وفاة الزوج  | 7 أغسطس 1947  | فيلهلم الثاني          |
|        | الدوقة سيسيلي من مكلنبورغ-شيفيرين              | فريدرخ فرانتس الثالث دوق مكلنبورغ-شفيرين الأكبر (مكلنبورغ-شيفيرين)  | 20 سبتمبر 1886 | 6 يونيو 1905   | 4 يونيو 1941              | 20 يوليو 1951 وفاة الزوج | 6 مايو 1954   | الأمير الوراثي فيلهلم  |
|        | الدوقة الكبرى كيرا كيريلوفنا الروسية           | كيريل فلاديميرفيتش، الدوق الأكبر من روسيا (هولشتاين-غوتورب-رومانوف) | 9 مايو 1909    | 4 مايو 1938    | 20 يوليو 1951             | 8 سبتمبر 1967            | 8 سبتمبر 1967 | الأمير لودفيغ فرديناند |
|        | الأميرة صوفي من إيزنبورغ                       | فرانتس ألكسندر، أمير إيزنبورغ (إيزنبورغ)                            | 7 مارس 1978    | 25 أغسطس 2011  | 25 أغسطس 2011             | شاغل                     | شاغل          | الأمير غيورغ فريدرخ    |